# Ali Faez
Ali Faez Atiyah (en arabe : علي فايز عطية), né le 9 septembre 1994 à Bagdad, est un footballeur international irakien. Il évolue au poste de défenseur central au sein du club de Talaba SC.

## Biographie

### Carrière en club
Issu du centre de formation d'Ammo Baba, il fait ses débuts en championnat avec Al Sina'a SC, puis Al-Karkh SC, où il devient titulaire indiscutable au sein de l'une des plus jeunes équipes du championnat irakien. Il rejoint ensuite Erbil SC, quadruple vainqueur du championnat irakien, au milieu de la saison 2012-2013 pour un contrat d'un an et demi d'une valeur de 40 millions de dinars irakiens, avant de signer à Al-Shorta SC.
En juillet 2016, Faez signe pour l'équipe turque Çaykur Rizespor. Après une saison marquée par un temps de jeu limité et une relégation de la Süper Lig, Faez demande à quitter le club, ce qui lui est accordé par un prêt à son ancien club Al-Shorta SC.
En juin 2018, il accepte de signer un contrat de prêt d'un an avec l'équipe qatarie d'Al Kharitiyath SC. Une fois son prêt terminé, il retourne dans son ancien club Al-Shorta SC. 
En 2021, il intègre l'équipe koweïtienne Qadsia SC. Le 27 septembre 2021, il marque le seul but d'Al-Qadsia contre Al-Arabi SC en demi-finale de la Coupe de l'Émir et emmène son équipe en finale. 

### Carrière en sélection
Faez a évolué au sein de l'équipe nationale irakienne dans toutes les catégories d'âge, des moins de 14 ans à l'équipe senior. Le 14 août 2013, il joue son premier match international avec l'Irak contre le Chili lors d'un match amical au Brøndby Stadion en Danemark. 
Lorsqu'il a fait ses débuts internationaux avec le Serbe Vladimir Petrović en 2013, à l'âge de 18 ans, 11 mois et 5 jours, il est devenu l'un des plus jeunes joueurs à représenter l'Irak. À 21 ans seulement, il avait déjà représenté la sélection irakienne à la Coupe d'Asie, au championnat de la WAFF et à la Coupe du Golfe.
Le 26 décembre 2017, Faez inscrit son premier but pour la sélection irakienne contre le Qatar lors de la Coupe du Golfe.

## Palmarès

### En club
| Al-Karkh SC - Championnat d'Irak D2 (en) - Vainqueur en 2013 (en) |  | Al-Shorta SC - Supercoupe d'Irak (en) - Vainqueur en 2019 (en) |

### En sélection
| Irak olympique - Championnat d'Asie des moins de 22 ans - Vainqueur en 2013 (en) |  | Irak - Coupe du Golfe des nations - Vainqueur en 2023 |